# Logib-D
Bei Logib-D („Lohngleichheit im Betrieb - Deutschland“) handelt es sich um eine Anwendung, mit der Unternehmen in Deutschland freiwillig und anonym ihre Entgeltstruktur unter Geschlechtergesichtspunkten analysieren können.

## Ziele
Mit Logib-D sollen Unternehmen detaillierte Informationen über die geschlechtsbezogene Entgeltstruktur im Unternehmen bzw. in einzelnen Betriebsteilen erhalten. Da sich die Informationen jeweils für ein Referenzjahr auswerten lassen, ist ein Vergleich über mehrere Jahre möglich.
Durch die Daten des Entgelttests sowie die zusätzlichen Auswertungen sollen Verantwortliche in den Unternehmen Ansatzpunkte finden, wie ein gegebenenfalls bestehender Entgeltunterschied verringert werden und wie eine gleichstellungsorientierte Personalpolitik umgesetzt werden kann.
Mit Logib-D soll die Transparenz der geschlechtsspezifischen Entgeltstruktur verbessert werden. Dadurch sollen Anstöße gegeben werden, die letztlich zu einer Verringerung des durchschnittlichen Einkommensunterschieds zwischen Frauen und Männern beitragen. Zuletzt wurde für das Jahr 2008 und auch 2010 in Deutschland ein unbereinigter Entgeltunterschied von 23 Prozent festgestellt, der laut Nachhaltigkeitsbericht der Bundesregierung bis zum Jahr 2020 auf 10 Prozent verringert werden soll.

## Durchführung
Mit dem Programm Logib-D können Unternehmen herausfinden, ob etwaige Entgeltunterschiede zwischen Frauen und Männern in ihrem Unternehmen auf nachvollziehbare Faktoren zurückzuführen sind, wie z. B. Ausbildungsunterschiede.
Mit Logib-D wird für das Unternehmen eine detaillierte Entgeltanalyse durchgeführt, die auf der Methode der statistischen Regressionsanalyse basiert. Logib-D berechnet den Entgeltunterschied von Frauen und Männern, der um personen- und arbeitsplatzbezogene Merkmale der Beschäftigten bereinigt ist. Dies bedeutet, dass der prozentuale Entgeltunterschied zwischen Frauen und Männern ermittelt wird, der sich bei gleicher Anzahl an Ausbildungs-, Dienstjahren und gleicher (potenzieller) Berufserfahrung sowie gleichem Anforderungsniveau und gleicher beruflicher Stellung ergeben würde. Im Ergebnis kann der Einfluss des Merkmals Geschlecht auf die Entgelthöhe bestimmt werden, der unter sonst gleichen Bedingungen verbleibt. Daraus ergibt sich der bereinigte Entgeltunterschied.
Neben dem Entgelttest stellt Logib-D  weitere beschreibende Statistiken zu den Merkmalen bereit, die in der erweiterten Regression verwendet werden. Beispielsweise wird die Entgeltstruktur für Frauen und Männer nach Dienstjahren oder nach Qualifikation dargestellt.
Zusätzlich bot das Bundesministerium für Familie, Senioren, Frauen und Jugend auf Basis von Logib-D für insgesamt 200 Unternehmen in den Jahren 2010 bis 2012 eine kostenlose Vergütungsberatung durch die Beratungsfirma Baumgartner & Partner an, bei der auch online-Konzeption von Logib-D sowie die Erstellung der Berichte lagen. In regelmäßigen Abständen wurden in diesem Zeitraum standardisierte Beratungspakete an jeweils 25 Unternehmen vergeben, die sich über das Internetportal zu Logib-D beworben haben. Die Auswahl der Unternehmen erfolgte durch einen Beirat anhand definierter Auswahlkriterien.
Logib-D wird über ein Internetportal des Bundesministeriums für Familie, Senioren, Frauen und Jugend (siehe Weblinks) bereitgestellt. Die Seite gibt Hilfestellungen zum Download und zur Nutzung des Programms. Gleichzeitig werden Interpretationshilfen und ein Beispieldatensatz zur Verfügung gestellt. Daneben informiert die Webseite über Termine und Details zur Vergütungsberatung und stellt ein Bewerbungsformular bereit. Abschließend bietet die Webseite Informationen und aktuelle Studien zur Entgeltgleichheit.
Neben der Möglichkeit eines Downloads von Logib-D kann die Online-Version des Programms genutzt werden, bei der direkt auf der Internetseite Daten hochgeladen werden können und online ausgewertet werden. Das Online-Tool liefert grundsätzlich die gleichen Ergebnisse, verfügt jedoch über eine verbesserte Nutzerführung und lässt eine flexiblere Erfassung der Daten zu.

## Hintergrund
Das Instrument Logib wurde ursprünglich in der Schweiz vom Büro für arbeits- und sozialpolitische Studien (BASS) entwickelt und getestet. In der Schweiz dient es primär der Kontrolle der Lohngleichheit zwischen Frauen und Männern bei Beschaffungen des Bundes. Bei Bewerbungen um öffentliche Aufträge sind Schweizer Unternehmen grundsätzlich verpflichtet, den Nachweis von Entgeltgleichheit zu erbringen. Daneben wird Logib von privaten und öffentlichen Unternehmen für Selbsttests eingesetzt.
Das Schweizer Modell wurde 2009 vom BMFSFJ an die deutschen Rahmenbedingungen angepasst und in Pilotunternehmen getestet. Logib-D kennt keine Toleranzschwelle, während im Schweizer Logib zwei Tests implementiert sind, erstens ob eine signifikante Lohnungleichheit zwischen den Geschlechtern besteht und zweitens ob die Lohnungleichheit größer als die im Beschaffungswesen des Bundes geltende Toleranzschwelle von 5 Prozent ist. Auf eine Toleranzschwelle wurde in Deutschland aufgrund der Zielsetzung bewusst verzichtet. Der Entgelttest Logib-D richtet sich an Unternehmen der Privatwirtschaft ebenso wie an öffentliche Unternehmen.
Logib-D wurde seit seiner Lancierung 2009 überarbeitet:
- Das Anforderungsniveau umfasst neu 6 Ausprägungen (Ur-Version Logib-D und Schweizer Logib: 4 Stufen).
- Die berufliche Stellung umfasst neu ebenfalls 6 Ausprägungen (Ur-Version Logib-D und Schweizer Logib: 5 Stufen).
- Neu können bis zu 5 Erwerbsunterbrechungen explizit erfasst werden, so dass die um Unterbrechungen korrigierte Anzahl Dienstjahre in die Berechnungen einfließt.
- Die bereinigte Lohnlücke wird nur noch in einem Wert ermittelt und zwar als prozentualer Entgeltabstand, der sich bei Berücksichtigung aller zur Verfügung stehenden erklärenden Variablen ergibt (sogenannte „erweiterte Regression“). In der Ur-Version wurde auch der lediglich um die personenbezogenen Merkmale bereinigte Entgeltabstand ermittelt (sogenannte „Basisregression“).

Diese Änderungen sind wichtig für die Interpretation der Logib-D-Ergebnisse. Die größere Anzahl an Anforderungsstufen zum Beispiel erhöht das Risiko, dass bestehende Geschlechterungleichheiten wie die niedrigere Bewertung und Einstufung – und somit das tiefere Entgelt – einer frauendominierten Tätigkeit (z. B. eine betreuende oder eine kaufmännische Tätigkeit) im Vergleich zu einer an sich vergleichbaren, aber höher eingestuften und somit besser bezahlten männerdominierten Tätigkeit (z. B. eine technische Tätigkeit) bei einer Logib-D-Analyse nicht als (diskriminierende) Entgeltungleichheit erkannt wird, weil der Männertätigkeit in Logib-D eine höhere Anforderungskategorie zugewiesen wird als der schlechter entlöhnten Frauentätigkeit.
Weiter ist zu beachten, dass sich sämtliche Literatur zu Logib-D von 2008 bis 2011 auf die ursprüngliche publizierte Version von Logib-D von 2009 beziehungsweise auf eine Vorversion, welche nur die „Basisregression“ beinhaltete, bezieht und somit in einigen Teilen nicht mehr aktuell ist.